# Rheinisch-Bergischer Kreis
Rheinisch-Bergischer Kreis – powiat w Niemczech, w kraju związkowym Nadrenia Północna-Westfalia, w rejencji Kolonia. Siedzibą powiatu jest miasto Bergisch Gladbach.

## Podział administracyjny
Powiat Rheinisch-Bergischer Kreis składa się z:
- sześciu gmin miejskich (Stadt)
- dwóch pozostałych gmin (Gemeinde)

Gminy miejskie:
| Lp. | Nazwa gminy miejskiej   | Ludność (31.12.2010) | Powierzchnia km² |
| --- | ----------------------- | -------------------- | ---------------- |
| 1   | Bergisch Gladbach       | 105.723              | 83,11            |
| 2   | Burscheid               | 18.603               | 27,38            |
| 3   | Leichlingen (Rheinland) | 27.481               | 37,33            |
| 4   | Overath                 | 26.990               | 68,85            |
| 5   | Rösrath                 | 27.288               | 38,81            |
| 6   | Wermelskirchen          | 35.437               | 74,74            |

Pozostałe gminy:
| Lp. | Nazwa gminy | Ludność (31.12.2010) | Powierzchnia km² |
| --- | ----------- | -------------------- | ---------------- |
| 1   | Kürten      | 19.639               | 67,36            |
| 2   | Odenthal    | 15.766               | 39,95            |